# 色素増感太陽電池

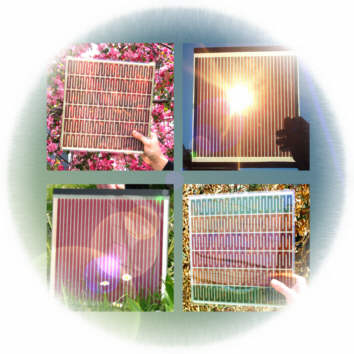
色素増感太陽電池

色素増感太陽電池（しきそぞうかんたいようでんち、dye-sensitized solar cell、DSC、またはDSSC）は、光エネルギーを電気エネルギーに変換する太陽電池の一種。発明者であるスイス連邦工科大学ローザンヌ校のマイケル・グレッツェルの名からグレッツェルセルとも呼ばれる。

## 概要
色素増感太陽電池は原理的には酸化亜鉛など金属酸化物などによる電子と正孔（ホール）の分離による起電力を得る湿式太陽電池として古くから知られていたが、1991年にグレッツェル教授により、二酸化チタン微粒子の表面に色素を吸着することで飛躍的に起電力が増加することが見出され、実用的な低コスト太陽電池として注目を得るようになった。光エネルギー利用の研究分野として光触媒の研究とともに日本での研究が盛んである。2016年2月の時点で、スイス連邦工科大学ローザンヌ校のチームが15%のエネルギー変換効率を達成している。

## 構造
グレッツェルセルの構造として、インジウム/スズ系の透明電導層を表面に持つガラス板、透明プラスチックシートの内側に、二酸化チタンなどの微粒子を固定し、この微粒子にルテニウム系などの有機色素を吸着させた電極と、白金や炭素などの対極の間にヨウ素溶液などの酸化還元体を充填した、比較的簡単な構造と汎用的な材料からなる。

## 原理
ここでは一般的なグレッツェル・セルについて説明する。電池に光照射をすると、まず負極の酸化チタンに化学吸着している色素（増感色素）が光励起し、つづいて色素から酸化チタンへの電子注入が起こり、色素が酸化される。電子を失った色素は、やがて電解液中のヨウ素から電子を奪って還元され、ヨウ素は正極から電子を受け取り元に戻る。

## 特徴
起電効率はシリコン太陽電池に比較すると劣る。小型の試験用のサイズで最高変換効率15%であるが、シリコン太陽電池の製造コストと製造時のエネルギー消費量に比較して、低コスト、低エネルギーで生産できる。プラスチックシートを材料とすることで、変形可能なフレキシブルなセルを製造することができる。シートロールを材料にする連続生産プロセスはコストダウンにも有効と考えられる。透明電極を使用することができるため、色素の選択により多彩な色を見せることも可能である。劣化が早いため、耐久性の向上が研究されている。

## 材料
この頁では主に酸化チタン、Ru系増感色素、導電性ガラス、ヨウ素系電解液を用いた典型的な色素増感太陽電池について述べる。

### 負極
導電性ガラス、酸化物半導体、増感色素から構成される。
酸化チタンなどのn型酸化物半導体の表面に色素を吸着させた色素増感電極。負極の役割は励起された色素電子と外部回路を結ぶ通り道として半導体の伝導帯を提供することである。そのため、変換効率向上には基板との接合、ペースト粒子間の結合の強度が重要である。半導体自体は紫外線領域に光吸収を持つため可視光には反応しないが、色素が可視光を吸収するので太陽光を効率よく捕集できる。負極は多孔質化することで色素吸着面積を増やし、変換効率を高めることができる。塗布材料の主流は酸化チタンであり、導電性ガラス極板上に塗布、焼結される。現在は実用化に向けて基板のフィルム化、プラスチック化が検討されており、セルの製作方法に応じて様々な材料が使用されている。

#### 導電性ガラス
耐熱ガラスにインジウムドープ酸化スズ (ITO) や、フッソドープ酸化スズ (FTO) 膜をコーティングした電極ガラス。本来は液晶テレビなどに用いられているものであるが、色素増感太陽電池にも応用が可能である。導電膜は高温下で抵抗が大きく上昇してしまうことが多いが、近年では耐熱加工をした高耐熱ITOも開発・販売されている。

#### 酸化物半導体
酸化チタンが主流で、その他にも酸化亜鉛、酸化スズなどn型半導体が用いられている。ここにあげた半導体自体は紫外領域にしか吸収をもたない。化学結合（エステル結合など）によって色素が半導体表面に吸着している。

#### 増感色素
色素の項で後述する。

### 正極
正極の例：白金、導電性ガラス
主に白金電極を用いる正極は光起電力を有さない。正極の役割は、正極表面でレドックス系のI3-イオンをI-イオンへ還元することである。光変換効率を向上させるために正極を色素増感p型半導体電極にし、光起電力を持たせるというn/pタンデム色素増感太陽電池の研究も行われている。

### 電解液
電解液の役割は正極から電子を受け取って電解液は酸化状態の色素を還元することである。このため液中での拡散速度の速く、酸化還元電位の低いものが望まれる。これに適合したヨウ素系の電解液が用いられる場合が多いもの、可視光を吸収してしまうことと、部材を腐食してしまうというデメリットもある。ヨウ素系以外に、臭素系、コバルト錯体系などがある。液体の電解液は実用する際に漏れたりする恐れがあるため、実用化に向けて全固体型電解液の研究が盛んである。具体的には、電解液をゲル状固体化する、有機ホール輸送層を用いる、p型半導体を用いる等が挙げられる。
耐揮発性や耐久性の観点で、溶媒にイオン液体が用いられた研究も行われている。

### 色素

#### 無機色素
無機色素は有機色素に比べ、光電変換効率や耐久性の高いものが多いが、高価である。
- Ru系色素

光励起寿命が長く、光励起後の電子移動過程において生ずるRu酸化種が安定している。また、光の吸収領域が広く、可視光全体だけでなく、赤外光領域に広がるものも開発されている。光電変換効率も高く、10%を超えるものも報告されている。
＜主なRu増感色素＞
- RuL2(NCS)2 （N3色素）…可視光での全領域での光吸収が可能
- RuL1(NCS)2 (Black Dye（色素）) …900nmまでの赤外光を含む領域までの光吸収が可能
- Ru フェナントロリン色素　…N3色素に比べ可視光領域に強い光吸収もつ
- Ru ピキノリン色素　…TiO2太陽電池では、赤外領域の光に対して

この他、NCS配位子を全く持たないβ-ジケトナートRu増感色素、Ruを使用しないPt色素なども開発されている。

#### 有機色素
有機色素は無機色素に比べ、安定性、耐久性では劣るが、種類は豊富で比較的安価である。吸光係数が大きい、色の自由度が大きいなどの特長を持つ。過去の有機色素を用いたTiO2太陽電池では、光電変換効率はいずれも1%以下と低かったが、現在はより高い光電変換効率をもつものも報告される。
（例：マーキュロクロム/ZnO型…2.5%、メロシアニン/TiO2…4.5%、エオシン-Y/ZnO…2%）
＜主な有機色素＞
- クマリン誘導体…IPCE（分光感度特性）がRu色素、N3色素とほぼ同等であり、詳細な条件設定により変換効率はRu色素並みに向上することが期待される。
- マーキュロクロム色素…一般的に用いられるTiO2、ZnO、InO、に対し高い光電変換効率を示した。他に、ツアニン色素、メトシアニン色素、キサンテン系色素がある。

## 開発
愛知万博での展示、2008年のソーラーカーレースで色素増感太陽電池ベース車が完走するなど、実用に向けての開発が盛んに行われている。また、トヨタの夢の住宅PAPIでは外壁に常設されているものを見ることができる。企業ではフジクラ、アイシン、ソニー、パナソニック電工、シャープ、太陽誘電、大日本印刷、NEC、ジオマテック、ZACROS、ペクセルテクノロジーズなどが多くの研究成果を発表している。海外では豪Dyesol社が商業生産に向け設計開発、設備建設を進めており、色素増感太陽電池による太陽光発電所を計画している国もある。

## 現状と課題
普及に向けて開発が進められるが以下の問題点の克服が今後の普及の鍵となる。
- エネルギー変換効率が現時点では一部を除き10%程度。
- ルテニウムや白金のような高価な金属の使用が現時点では不可欠[2]。
- 分解しやすい有機分子を使用するので封止が不可欠で電解質として液体を用いる場合も多く衝撃に対して脆弱性を有する。
- 熱、紫外線等による素材の劣化による発電効率の低下がある。